# Steel Prophet
Steel Prophet é uma banda de heavy metal estadunidense, criada em 1983 no estado de Connecticut. Seus atuais integrantes são: Rick Mythiasin (vocais), Steve Kachinsky (guitarra), Horacio Colmenares (guitarra), Vince Dennis (baixo) e Gene McEwen (bateria). O último CD de estúdio, Beware, foi lançado em 2004. Novas músicas estão sendo gravadas para um lançamento possivelmente em 2008 ou 2009.

## Integrantes
- Steve Kachinsky – guitarra
- Vince Dennis – baixo
- Jon Paget – guitarra
- John Tarascio – bateria
- R.D. Liapakis – vocal

## Discografia
- Inner Ascendance (1990)
- The Goddess Principle (1995)
- Into the Void (Hallucinogenic Conception) (1997)
- Dark Hallucinations (Nuclear Blast, 1999)
- Messiah (Nuclear Blast, 2000)
- Genesis (Nuclear Blast, 2000)
- Book of the Dead (Nuclear Blast, 2001)
- Unseen (Nuclear Blast, 2002)
- Beware (Nightmare Records, 2004)
- Shallows Of Forever (Steel Legacy Records, 2008)
- The Goddess Principle (vinyl rerelease) (Pure Steel Records, 2014)
- Omniscient (Cruz Del Sur Records, 2014)
- The God Machine (ROAR, 2019)